# Hanyu Da Zidian

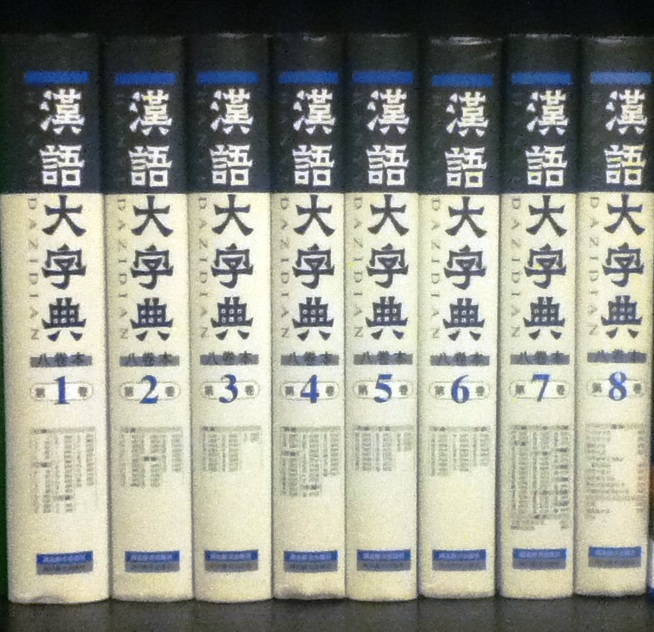
Hanyu Da Zidian - Gran Compendio de Caracteres Chinos. Edición 2006

El Hanyu dazidian (chino simplificado: 汉语大字典; chino tradicional: 漢語大字典; pinyin: Hànyǔ dàzìdiǎn; lit. 'Gran Compendio de Caracteres Chinos') es una obra de referencia sobre los caracteres chinos

## Descripción general
Un grupo de más de 400 editores y lexicógrafos comenzó la compilación en 1979, y se publicó en ocho volúmenes de 1986 a 1989. Un volumen separado de ensayos (Li y Zhao 1990) documenta las complejidades lexicográficas de este Diccionario chino a gran escala. Además de la pesada primera edición de 5.790 páginas, hay ediciones de tres volúmenes (1995) y de bolsillo (1999). En 2006 se publicó una segunda edición (en la foto de la derecha), que tiene una lista de radicales impresa en la sobrecubierta de cada volumen para una búsqueda más rápida de los caracteres.
La primera edición del Hanyu dazidian incluía 54.678 entradas de cabeza para los personajes, y esto se amplió a 60.370 en la segunda edición, publicada en 2010. Dan formas logográficas históricas como la escritura del hueso del oráculo, la escritura de bronce y la escritura del sello. La pronunciación se glosa para el chino antiguo (grupo de rima Shijing), el chino medio (ortografía  fanqie) y el chino estándar moderno (pinyin). Las definiciones cronológicamente numeradas citan los primeros diccionarios chinos (especialmente el Shuowen Jiezi) y los textos clásicos. El cotejo interno se realiza mediante un sistema radical de 200, ordenado por el recuento de golpes. El volumen 8 tiene apéndices, incluyendo tablas de rima para el chino antiguo y medio, caracteres variantes, índices y apéndices.
El dazidian Hanyu se ha convertido en la referencia estándar internacional para los caracteres chinos; por ejemplo, la base de datos Unihan y las referencias de citas de Wikcionario (volumen/página/entrada).